# Муцухіро Ватанабе
Муцухіро Ватанабе (япон. 渡邊睦裕, 18 січня 1918 - 1 квітня 2003), також відомий як «Птах», був солдатом Імперської японської армії у Другій світовій війні, який служив у численних військових таборах для інтернованих. Він був горезвісним своїм надзвичайно жорстоким і злим поводженням з військовополоненими. Після поразки Японії американська окупаційна влада класифікувала Ватанабе як злочинця за жорстоке поводження і катування військовополонених, але йому вдалося уникнути арешту і він ніколи не поставав перед судом.

## Біографія

### Друга світова війна
Ватанабе служив у таборах для військовополонених в Оморі, Наоецу (сучасне місто Дзьоецу), Ніїґата, Міцусіма (сучасне місто Хіраока) і в цивільному таборі для військовополонених в Ямакіта.
Перебуваючи на військовій службі, Ватанабе нібито наказав одному чоловікові, який звітував йому, щоночі протягом трьох тижнів бити кулаком в обличчя і займатися дзюдо з пацієнтом, якому видалили апендицит. Одним з його в'язнів був американський бігун і олімпієць Луї Замперіні. Замперіні повідомляв, що Ватанабе часто бив своїх в'язнів, завдаючи їм серйозних травм. Кажуть, що Ватанабе змусив одного офіцера сидіти в халупі, одягненого лише в нижню білизну, протягом чотирьох днів взимку, і що він прив'язав 65-річного в'язня до дерева на кілька днів. Згідно з книгою Лаури Хілленбранд, Ватанабе вивчав французьку мову, якою вільно володів, і цікавився французькою школою нігілістичної філософії.

### Повоєнне життя і смерть
У 1945 році генерал Дуглас Макартур включив Ватанабе під номером 23 до списку 40 найбільш розшукуваних військових злочинців Японії.
Однак Ватанабе переховувався і ніколи не був притягнутий до кримінальної відповідальності. У 1952 році всі звинувачення були тихо зняті. У 1956 році японський літературний журнал Bungeishunjū опублікував інтерв'ю з Ватанабе під назвою «Я не хочу, щоб мене судила Америка». Пізніше він став страховим агентом.
Напередодні зимових Олімпійських ігор 1998 року в Нагано програма новин CBS «60 хвилин» взяла інтерв'ю у Ватанабе в готелі «Окура Токіо» в рамках сюжету про Луї Замперіні, який за чотири дні до свого 81-го дня народження повертався, щоб пронести факел Олімпійського вогню через Наоецу на шляху до Нагано, неподалік від табору для військовополонених, де він перебував у полоні. В інтерв'ю Ватанабе визнав, що бив і штовхав в'язнів, але не розкаявся, заявивши: «Я ставився до в'язнів суворо як до ворогів Японії». Замперіні намагався зустрітися зі своїм головним і найжорстокішим катом, але Ватанабе, який уникнув судового переслідування, відмовився з ним зустрічатися.
Ватанабе помер 1 квітня 2003 року у віці 85 років.

### Спадщина
Свідчення про жорстоку поведінку Ватанабе наведені в книзі Лаури Гілленбранд про Замперіні під назвою «Нескорений» («Unbroken»): Історія Другої світової війни про виживання, стійкість і спокуту» (2010). Ватанабе також згадується в мемуарах Альфреда А. Вайнштейна «Хірург з колючого дроту», опублікованих у 1948 році.
У 2014 році японський музикант Міяві зіграв Ватанабе у фільмі Анджеліни Джолі «Нескорений», екранізації книги Гілленбранд. Девід Сакураї зображує Ватанабе у фільмі Гарольда Кронка «Незламний: Шлях до спокути», “духовному наступнику” фільму Джолі, що вийшов на екрани у 2018 році.
У 2024 році інтернет-творець Doctor Nowhere завантажив аналоговий горор «The Boiled One Phenomenon», в якому антагоніст, PHEN-228, є уособленням Ватанабе.